# Kate
|  | Per a altres significats, vegeu «Anissa Kate». |

Kate és un editor de text basat en les llibreries de KDE, del qual és l'editor de text per defecte. Tot i la seva simplicitat d'ús compta amb funcions avançades que el fan útil per a programació informàtica. Kate és un acrònim en anglès de KDE Advanced Text Editor,.
Les funcions d'edició de text en el component "KatePart" que en permet exportar les seves funcionalitats a altres programes basats en KDE. Així en fan ús l'editor de textos KWrite, l'entorn integrat de desenvolupament KDevelop o l'eina de desenvolupament de pàgines web Quanta.

## Història
El projecte Kate va començar el desembre del 2000 a sourceforge.net. amb el nom de "KCEdit”, la C corresponia al cognom de l'autor Christoph Cullmann. Kate és part del paquet Kdebase (i per tant de les aplicacions per defecte) des de la versió 2.2 de 15 d'agost de 2002.

## Funcions
Entre altres característiques Kate inclou:
- Ressaltat de sintaxi per a més de 180 llenguatges de programació,[6] que es pot personalitzar i modificar mitjançant arxius XML[7]
- Tenir diversos documents oberts en una sola finestra i amb múltiples pestanyes[6]
- Cerca i substitució de text usant expressions regulars
- Seguiment de codi per C++, C, PHP, Python i altres
- Suport de sessions
- Gestor de fitxers
- Emulador de terminal basat en el Konsole